# ارکستر سرخ (فیلم)
ارکستر سرخ (فرانسوی: L'Orchestre rouge‎) فیلمی فرانسوی به کارگردانی ژاک روفیو است که در سال ۱۹۸۹ منتشر شد.

## گزیدهٔ بازیگران
- کلود براسر
- دانیل اولبریخسکی
- دومینیک لابوریه
- اتین شیکو
- سرژ آویدیکیان
- مارتین لاموت
- روژه انن
- باربارا دِ روسی
- دیوید واریلو
- آدالبرتو ماریا مرلی
- کاترین آلگره
- فرانسوا برلئان
- لاسلو سابو
- آنیک آلانه
- ماتیاس هابیش
- اوا یونسکو
- وروشکا فون لندورف
- اریک پرات
- میشل کَرون